# Nervilia concolor
Nervilia concolor (Blume) Schltr.,1911 è una pianta della famiglia delle Orchidacee diffusa in Asia, Australia e in diverse isole dell'oceano Pacifico.